# 1802 en mathématiques
Cet article présente les faits marquants de l'année 1802 en mathématiques.

## Naissances

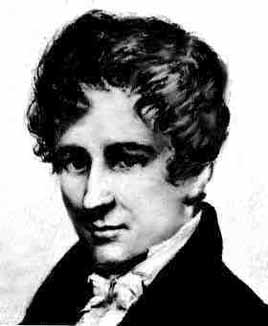
Niels Henrik Abel

- 1er juin : Jean Henri Schnitzler (mort en 1871), statisticien et historien français.
- 5 août : Niels Henrik Abel (mort en 1829), mathématicien norvégien.
- 16 août : Moritz Wilhelm Drobisch (mort en 1896), philosophe, logicien et mathématicien allemand.
- 15 décembre : János Bolyai (mort en 1860), mathématicien hongrois.
- 24 décembre : André-Michel Guerry (mort en 1866), juriste et statisticien amateur français.

## Décès
- 26 septembre : Jurij Vega (né en 1754), mathématicien, physicien et officier d'artillerie slovène.